# Kreacionizam
Кreacionizam ili teologija stvaranja je vjerovanje da je vrhovno biće ili božanstvo stvorilo čovjeka, Zemlju i Svemir. Sam događaj može se promatrati ili kao čin kreacije, stvaranja (ex nihilo) ili nastajanje iz prethodnog kaosa (demiurg). Ovo vjerovanje može biti tumačeno doslovno (kao fizikalna teorija) ili kroz duhovna značenja. Dio kreacionista ističe duhovnu narav ljudskih bića, tvrdeći da je duhovna narav osnova cijele prirode, i proglašavajući ostala gledišta materijalističkim ili ignorantnim prema duhovnim konceptima.
Kreacionizam je zastupljen u Nicejsko-carigardskom vjerovanju („Vjerujem u jednoga Boga, Stvoritelja neba i zemlje”) i sastavni je dio kršćanskoga nauka. Službeni je stav Katoličke Crkve, pravoslavlja i dijela protestanata. Sastavni je dio vjerskog nauka starozavjetnih Židova te muslimana. Brojna animistička i narodna vjerovanja, kao i mitologije, zastupaju kreacionistički stav o postanku svijeta.
Mnogi koji vjeruju u Postanak drže da je takvo vjerovanje dio religije, i stoga u skladu s znanstvenim pogledima, ili nedirnuto njima; drugi drže da su znanstveni dokazi u skladu s kreacionizmom. Neki zastupatelji evolucijskog kreacionizma objašnjavaju evolucijske mehanizme kao aspekte vrhovne kreacije. 
Oni koji vjeruju u doslovno stvaranje često odbacuju neke znanstvene poglede i teorije. Najčešće je odbacivanje teorije evolucije, preciznije makroevolucije i njezinih posljedica na suvremenu evolucijsku biologiju. Iako opća ideja prirodnog odabira može biti u skladu s pojedinim gledištima, evolucijski koncept zajedničkog podrijetla - da su ljudi „potekli od nižih bića” -  neprihvatljiv je većini kreacionista. Neki kreacionisti također odbacuju teorije o postanku Zemlje, Sunčevog sustava i Svemira (Veliki prasak).
Neki kreacionisti stavljaju materijalistički svjetoznazor, čiji je nosivi stup evolucija, u religijsku domenu. Po njima, ne radi se o sukobu znanosti i religije, već o sukobu dviju religija.